# جيفري روزين
جيفري روزين (بالإنجليزية: Jeffrey Rosen)‏ هو أستاذ جامعي أمريكي، ولد في 13 فبراير 1964.